# Purau
Purau – miasto w Nowej Zelandii, na Wyspie Południowej, w regionie Canterbury.